# 1972 en philosophie
Chronologie de la philosophie
- 1968
- 1969
- 1970
- 1971
- 1972
- 1973
- 1974
- 1975
- 1976

L’année 1972 a été marquée, en philosophie, par les événements suivants :

## Publications
- Gilles Deleuze et Félix Guattari : L'Anti-Œdipe

## Décès
- 27 juillet : Richard Coudenhove-Kalergi, né en 1894, mort à 77 ans.